# Pase seriado
El pase seriado hace referencia al proceso de cultivo de bacterias o virus mediante iteraciones. Por ejemplo, un virus se puede cultivar en un medio, y luego se puede extraer parte de ese virus y ponerse en un nuevo medio. Este proceso se repite en tantas etapas como se desee y luego se estudia el producto final, a menudo en comparación con el producto original. Este tipo de transmisión facilitada a menudo se realiza en un laboratorio, ya que resulta interesante observar cómo el virus o la bacteria que se traspasa evoluciona durante el curso de un experimento. En particular, el pase seriado puede ser muy útil en experimentos que tratan de cambiar la virulencia de un virus u otro patógeno. Como consecuencia, el pase seriado es útil para crear vacunas, ya que los científicos pueden aplicar pases seriados y crear una cepa de virus de baja virulencia.

## Mecanismo
El pase seriado puede realizarse in vitro o in vivo. En el método in vitro, se aísla un virus o una cepa bacteriana y se le permite crecer durante un período de tiempo. Una vez que la muestra ha crecido durante un tiempo, parte de ella será transferida a un nuevo entorno y se le permitirá crecer durante el mismo periodo de tiempo. Este proceso se repetirá tantas veces como se desee. Alternativamente, se puede realizar un experimento in vivo en el que un animal es infectado con un patógeno y a este patógeno se le permite crecer en ese huésped durante un tiempo antes de tomar una muestra y pasársela a otro huésped. Este proceso se repite en cierto número de huéspedes; este número estará determinado por el experimento específico. Cuando se realiza el pase seriado, sea in vitro o in vivo, el virus o la bacteria que está siendo manipulado puede evolucionar mediante mutaciones sucesivas. La identificación y el estudio de las mutaciones que ocurren en el proceso del pase seriado a menudo revelan información sobre el virus o la bacteria objeto de estudio. En consecuencia, después de que se ha realizado el pase seriado, puede ser valioso comparar el virus o la muestra de bacterias resultante con el original, observando las mutaciones que hayan tenido lugar y cuál es el efecto colectivo de estas mutaciones. Los resultados significativos posibles son variados. Por ejemplo, la virulencia del virus puede haber cambiado, o un virus podría evolucionar para adaptarse a un ambiente de un huésped diferente de aquel en el que se suele encontrar. Llama la atención que son necesarios relativamente pocos pases para producir un cambio notable en un virus; por ejemplo, un virus se puede adaptar normalmente a un nuevo huésped en diez o menos pases. De hecho, precisamente debido a que el pase seriado permite la adaptación rápida de un virus a su huésped, se puede utilizar para estudiar la evolución de la resistencia a los antibióticos, en concreto, para determinar qué mutaciones podrían conducir al desarrollo de la resistencia a los antibióticos.

## Historia
La técnica del pase seriado existe desde el siglo XIX. En particular, el trabajo de Louis Pasteur con la vacuna antirrábica a finales del siglo XIX ejemplifica este método.
Pasteur creó varias vacunas durante el transcurso de su vida. Su obra anterior a la rabia incluía la atenuación del virus, pero no mediante pases seriados. Concretamente, Pasteur trabajó con el cólera y descubrió que si cultivaba bacterias durante largos periodos de tiempo, podía crear una vacuna eficaz.
Pasteur creía que había algo especial relacionado con el oxígeno, y por eso pudo atenuar el virus, es decir, crear una versión menos virulenta del mismo. También intentó aplicar este método para crear una vacuna contra el carbunco, aunque con menor éxito.
A continuación, Pasteur quiso aplicar este método para crear una vacuna contra la rabia. Sin embargo, desconocía que la rabia es un virus y por eso, a diferencia del cólera y el carbunco, que son patógenos bacterianos, la rabia es invisible; así, Pasteur descubrió que no podía cultivarse de la misma manera que el cólera y el carbunco. 
Los métodos de pase seriado para virus in vitro no se desarrollaron hasta la década de 1940, cuando John Enders, Thomas Weller y Frederick Robbins desarrollaron una técnica con este fin. Posteriormente, estos tres científicos ganaron el premio Nobel por su importante avance.
Para resolver este problema, Pasteur trabajó con el virus de la rabia in vivo. Concretamente, extrajo tejido cerebral de un perro infectado y se lo trasplantó a otro perro, repitiendo este proceso varias veces, realizando así pases seriados en perros. Estos ensayos aumentaron la virulencia del virus. Entonces, se dio cuenta de que podía inocular tejido canino en un mono para infectarlo y luego realizar pases seriados en monos.  Después de completar este proceso e infectar a un perro con el virus resultante, Pasteur se dio cuenta de que el virus era menos virulento.  Principalmente, Pasteur trabajó con el virus de la rabia en conejos. Finalmente, para crear su vacuna contra la rabia, Pasteur utilizó un método sencillo que implicaba el secado del tejido. Así lo describió en su cuaderno:

«En una serie de frascos en los que se mantiene aire en un estado seco... cada día se suspende una capa de tejido espinal de conejo fresco extraída de un conejo muerto a causa de la rabia. También cada día, se inocula bajo la piel de un perro 1 ml de caldo esterilizado en el que se ha dispersado un pequeño fragmento de una de estas porciones espinales desecadas, comenzando con el fragmento más antiguo para asegurarse de que no sea virulento en absoluto».

Así, para crear las vacunas, Pasteur utilizó, sobre todo, otras técnicas además del pase seriado. Sin embargo, aún prevalece la idea de atenuar un virus mediante el pase seriado.

## Uso envacunas
Una forma de atenuar un virus en un huésped es transmitiéndoselo a una especie diferente. La idea consiste en que a medida que una cepa de un virus se va adaptando a una especie diferente, llega a estar menos adaptada al huésped original, disminuyendo así su virulencia con respecto al huésped original. Este es el principio implícito que Louis Pasteur utilizó sin saberlo cuando inoculó el virus de la rabia en monos y terminó con un virus menos peligroso para los perros, por ejemplo.
El proceso del pase seriado da como resultado una vacuna viva. Este hecho ofrece ventajas y desventajas. Lo más notable es que las vacunas vivas son a veces más eficaces y más duraderas que las vacunas inactivadas u otros tipos de vacunas. Sin embargo, del mismo modo que el virus evolucionó hasta atenuarse, su evolución en el huésped puede invertirse y producir una infección.

## Experimentos
Se ha realizado un gran número de experimentos que utilizan la técnica del pase seriado. Algunos de los usos experimentales del pase seriado incluyen cambiar la virulencia de un virus, estudiar la evolución o evolución potencial de enfermedades zoonóticas en nuevos huéspedes y estudiar la resistencia a los antibióticos.

### Incremento de lavirulenciapara su uso en modelos animales
Al desarrollar vacunas contra virus, el énfasis recae en atenuar el virus o disminuir su virulencia en un huésped dado. A veces, también es útil emplear el pase seriado para aumentar la virulencia de un virus.
Por lo general, cuando se realizan pases seriados en una especie, el resultado es un virus más virulento en esa especie. Por ejemplo, un estudio utilizó el pase seriado en babuinos para crear una cepa de VIH-2 que es especialmente virulenta en los babuinos. Las cepas típicas del VIH-2 sólo infectan lentamente a los babuinos.  Utilizar el VIH-2 en modelos animales de VIH-1 supone un reto para los científicos, ya que los animales del modelo sólo mostrarán síntomas lentamente. Sin embargo, la cepa de VIH-2, más virulenta, podría ser práctica para su uso en modelos animales.
Otro estudio realizado por Kanta Subbaro incluyó un experimento de pase seriado infectando de Síndrome Respiratorio Agudo Grave (en adelante SRAG) a ratones.
El SRAG no suele hacer que los ratones se enfermen especialmente; sin embargo, tras someter al virus a pases seriados en los ratones, se había vuelto letal.
Modificar la virulencia del SRAG de esta manera fue importante porque, sin una forma virulenta del SRAG para infectar animales de laboratorio, los científicos no habrían podido comprobar sus efectos en un modelo animal. Sin embargo, generalizando, este experimento también refleja un principio médico general: la virulencia de un virus se ve afectada por su dificultad de transmisión. Por lo general, si un virus mata al huésped demasiado rápido, el huésped no tendrá oportunidad de entrar en contacto con otros huéspedes y de transmitir el virus antes de morir. Sin embargo, en el pase seriado, cuando un virus se transmite de huésped a huésped independientemente de su virulencia, como en el experimento de Subbaro, se seleccionan los virus que crecen más rápidamente (y por lo tanto los más virulentos).
Este principio tiene implicaciones de salud pública, ya que sugiere que en zonas de alta densidad de población o de hacinamiento, como en los suburbios, la selección natural puede favorecer a los virus más virulentos. Esto también ayuda a explicar por qué es tan importante una buena higiene. La buena higiene protege de los virus altamente virulentos al reducir la capacidad de transmisión de los patógenos.

### Lagripe
El virus H5N1 es una cepa de gripe especialmente letal. Actualmente, puede infectar a humanos, pero no es contagioso.  Aun así, han muerto más de 600 personas por el virus H5N1, por lo que la transmisibilidad del virus es motivo de preocupación para los científicos. 
Se han llevado a cabo varios experimentos de pases seriados para determinar si el virus puede llegar a ser transmisible en humanos. Concretamente, Ron Fouchier y sus colegas realizaron un experimento de pase seriado en diez pasos con hurones. Al hacerlo, crearon una cepa de gripe que no solo infectó a los hurones, sino que también era transmisible entre ellos. Curiosamente, esta cepa era muy similar a la cepa original con la que habían infectado al primer hurón, es decir, sólo hicieron falta unas pocas mutaciones para que el virus se volviera contagioso de hurón a hurón.
Del mismo modo, el investigador Yoshihiro Kawaoka descubrió que es necesaria una sola mutación para que el virus se vuelva transmisible en hurones.
Al principio, ambas investigaciones, la de Fouchier y la de Kawaoka, fueron censuradas por sus implicaciones con el terrorismo biológico.  La investigación se publicó más tarde, pero siguió siendo controvertida. El pase seriado es una técnica artificial de laboratorio, más que un proceso natural.
En consecuencia, se desconoce la probabilidad real de que el virus H5N1 mute hasta llegar a ser transmisible en humanos; sin embargo, el investigador Derek Smith creó un modelo evolutivo para mostrar que es posible.

### Cómo pasan losvirusde una especie a otra
El pase seriado también sirve para entender cómo los patógenos se adaptan a nuevas especies. Al introducir un patógeno en una nueva especie huésped y realizar pases seriados, los científicos pueden observar cómo el patógeno se adapta a su nuevo huésped e identificar las mutaciones que hacen posible esta adaptación. Por otra parte, se puede utilizar el pase seriado para ayudar a determinar si una especie podría actuar como especie huésped intermedia para que un patógeno saltara de una especie a otra.
En 2011, Sun y otros realizaron un experimento para determinar los peligros que representa la codorniz como posible huésped intermedio del H5N1. Los investigadores realizaron pases seriados en dos cepas de H5N1 que son bastante patógenas para la codorniz. Posteriormente, infectaron ratones con las dos cepas del H5N1 resultantes y compararon sus efectos con los de las cepas originales. Una de las cepas no afectó significativamente a la virulencia, pero la otra cepa resultó más patógena para los ratones que la original. Los investigadores concluyeron que las codornices infectadas con H5N1 podrían actuar como una especie de trampolín, lo que facilitaría al virus la transición de infectar aves a infectar mamíferos.
Los resultados mostraron que las codornices podrían desempeñar un papel importante en la adaptación de los virus de la gripe aviar H5N1 a los mamíferos. Por lo tanto, los investigadores deberían reforzar la vigilancia de los virus H5N1 de la GAAP (Gripe Aviar de Alta Patogenicidad) en la población de codornices, especialmente en los mercados de aves vivas. El seguimiento de las codornices por los científicos podría impedir que las personas entraran en contacto con codornices infectadas y, con suerte, evitar que estas actuaran como huéspedes intermedios del H5N1.